# Oberbarnim
Die Gemeinde Oberbarnim liegt im Landkreis Märkisch-Oderland in Brandenburg. Sie wird vom Amt Märkische Schweiz verwaltet.

## Gemeindegliederung
Die Gemeinde Oberbarnim besteht aus den Ortsteilen Bollersdorf, Grunow, Ihlow und Klosterdorf, den bewohnten Gemeindeteilen Ernsthof und Pritzhagen sowie den Wohnplätzen Bollersdorfer Höhe, Kähnsdorf und Tornow.

## Geschichte
Bollersdorf, Grunow, Ihlow und Klosterdorf gehörten seit 1817 zum Kreis Oberbarnim und ab 1952 zum Kreis Strausberg im DDR-Bezirk Frankfurt (Oder). Seit 1993 liegen die Orte im brandenburgischen Landkreis Märkisch-Oderland.
Die Gemeinde Oberbarnim entstand am 31. Dezember 2001 aus dem freiwilligen Zusammenschluss der bis dahin selbstständigen Gemeinden Bollersdorf, Grunow und Klosterdorf. Die bis dahin selbstständige Gemeinde Ihlow wurde am 26. Oktober 2003 eingemeindet.

## Gemeindeteile
Die drei Gemeinden Bollersdorf, Grunow und Klosterdorf beschlossen 2001 den Zusammenschluss zur Gemeinde Märkische Schweiz. Nach der Bestätigung dieses Gemeindezusammenschlusses durch Wahlabstimmung der betroffenen Bürger und nachfolgender Vertragsunterzeichnung der Bürgermeister erhoben die benachbarte Stadt Buckow (Märkische Schweiz) und die Gemeinde Waldsieversdorf Einspruch gegen den neuen Gemeindenamen, der auch für die gemeinsame Region und das Amt steht. Als Kompromiss wurde der neue Ortsname in Oberbarnim geändert.
Dieser Ortsname führt zu etwas Verwirrung, da die Gemeinden dem Amt und der Region Märkische Schweiz angehören, die seit 1890 als Tourismusregion etabliert ist. Die Territorien von Bollersdorf und Pritzhagen sind Teil der Märkischen Schweiz. Hier befindet sich das Wahrzeichen der Märkischen Schweiz, die Wurzelfichte, die jedoch während des Orkans Kyrill umstürzte. Im Südosten schließt das Naturschutzgebiet Stobbertal das Gemeindegebiet ab.
Die heutige Region Oberbarnim im weiter nördlich gelegenen Landkreis Barnim befindet sich rund um die Stadt Eberswalde. Von 1818 bis 1952 war Oberbarnim die Bezeichnung des gleichnamigen Landkreises, welcher weitgehend dem späteren Kreis Eberswalde entsprach. Zutreffend ist der Ortsname, wenn die geologischen Grenzen betrachtet werden. So verläuft die Grenze zwischen (Ober-)Barnim und der Lebuser Hochfläche zwischen den Gemeinden Buckow und Bollersdorf. Aufgrund der Grenzlage entstand während der letzten Eiszeit eine typische Landschaft, die heute Märkische Schweiz genannt wird.

### Bollersdorf
Bollersdorf ist ein Ort mit etwa 400 Einwohnern. Die erste urkundliche Erwähnung stammt aus 1375 als Boldewinstorff. Im Mittelalter gehörte der Ort zum Besitz des Zisterzienserinnen-Klosters Friedland. Westlich des Ortes befindet sich der Bollersdorfer Stein, ein Granitstein mit etwa 18 m Umfang. Damit ist er der größte Findling der Märkischen Schweiz. Sehenswert ist weiter die Dorfkirche Bollersdorf, eine gotische Feldsteinkirche aus dem 15. oder beginnenden 16. Jahrhundert.

### Pritzhagen
Das Dorf Pritzhagen, zu dem der Wohnplatz Tornow am Nordufer des Großen Tornowsees gehört, wurde erstmals im Jahr 1300 als prouesthagen erwähnt. 1412 wurde es als Probsthagen und 1608 als Prizhagen verzeichnet. Laut Brandenburgischem Namenbuch wurde der Name von Probsthain, einem Ortsteil des sächsischen Belgern-Schildau, übertragen. Dieser Ort wurde wiederum 1201 als Provesteshagen genannt und war im Besitz des Klosters Lauterberg bei Halle (Saale), sodass der erste Namensbestandteil auf  Propst  zurückgeführt wird. Der Anhang -hagen wird mit Hag erklärt. Die Geschichte des Angerdorfs wurde über Jahrhunderte von märkischen Adelsfamilien wie von Itzenplitz, von Oppen und von Reutz geprägt. Ende des 18. Jahrhunderts trieb insbesondere die Pritzhagener Gutsherrin Helene Charlotte von Friedland, die als „Frau von Friedland“ bekannt wurde, die Entwicklung voran.

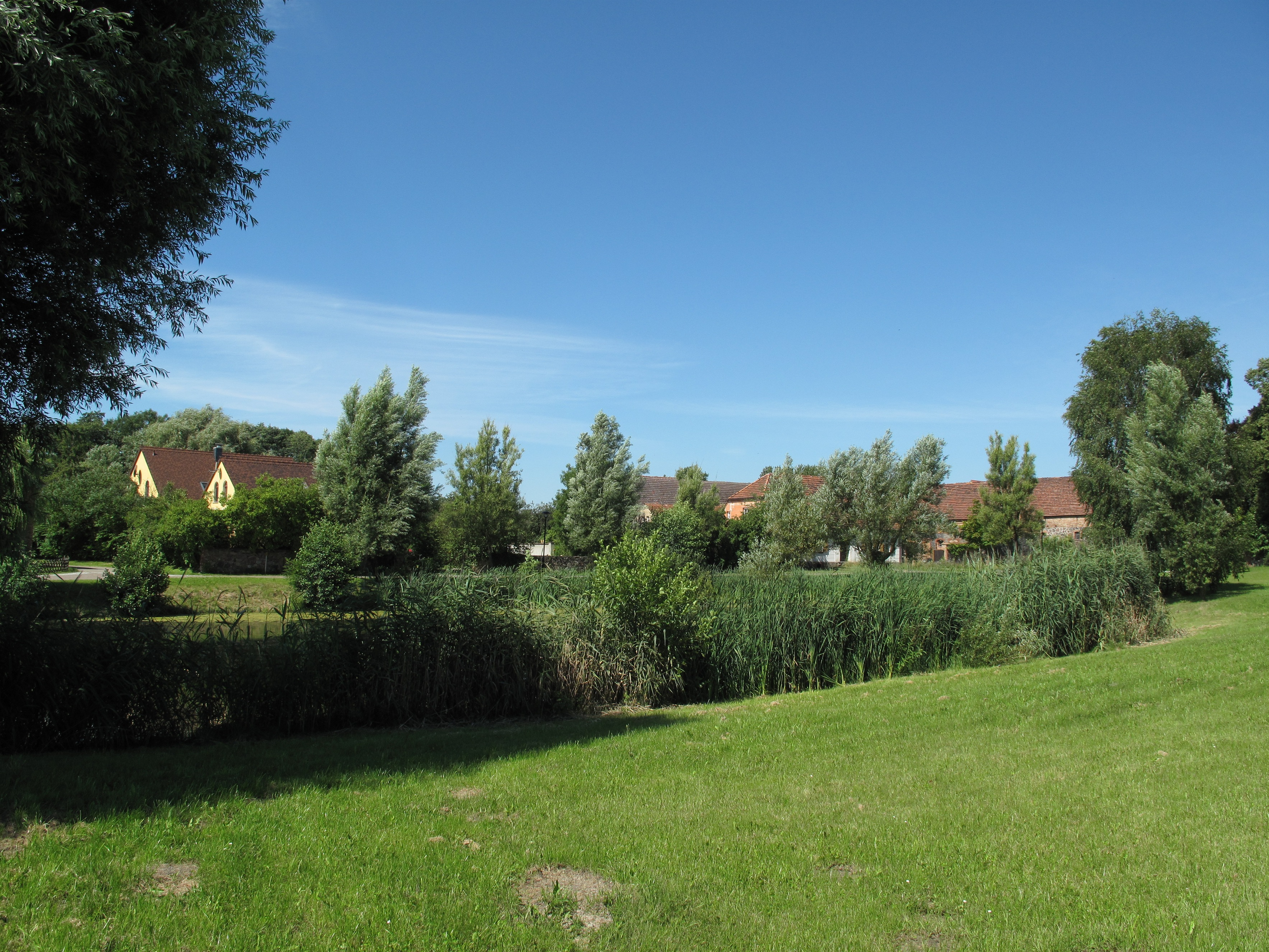
Dorfanger in Pritzhagen

Die Feldsteinkirche am Dorfanger stammt aus dem 14./15. Jahrhundert. Der rechteckige Bau wurde im 18. Jahrhundert stark verändert und hat einen eingezogenen quadratischen Westturm, der 1841 als Ersatz für den hölzernen Turm geschaffen wurde. Die gemauerte und verputzte Altarmensa geht wahrscheinlich auf das 18. Jahrhundert, der hölzerne Altaraufsatz mit seitlichen Akanthuswangen auf die Jahre 1730/40 zurück. Links vom Altar befindet sich eine hölzerne Taufe, auch die Kanzel ist hölzern gefasst. Während das Dorf selbst auf dem Barnimplateau liegt, fällt der Südteil der Pritzhagener Gemarkung im reliefstarken Barnimsüdhang zum Stobbertal ab. In den Hang haben sich tiefe Kerbtäler (Kehlen) wie die Wolfsschlucht über dem Kleinen Tornowsee oder die Silberkehle über dem Großen Tornowsee geschnitten. Am Stobber, der die Grenze zu Buckow bildet, befindet sich die 1375 ersterwähnte Pritzhagener Mühle, die als älteste Gaststätte der Märkischen Schweiz gilt. 1961 wurde Pritzhagen nach Bollersdorf eingemeindet.

### Grunow

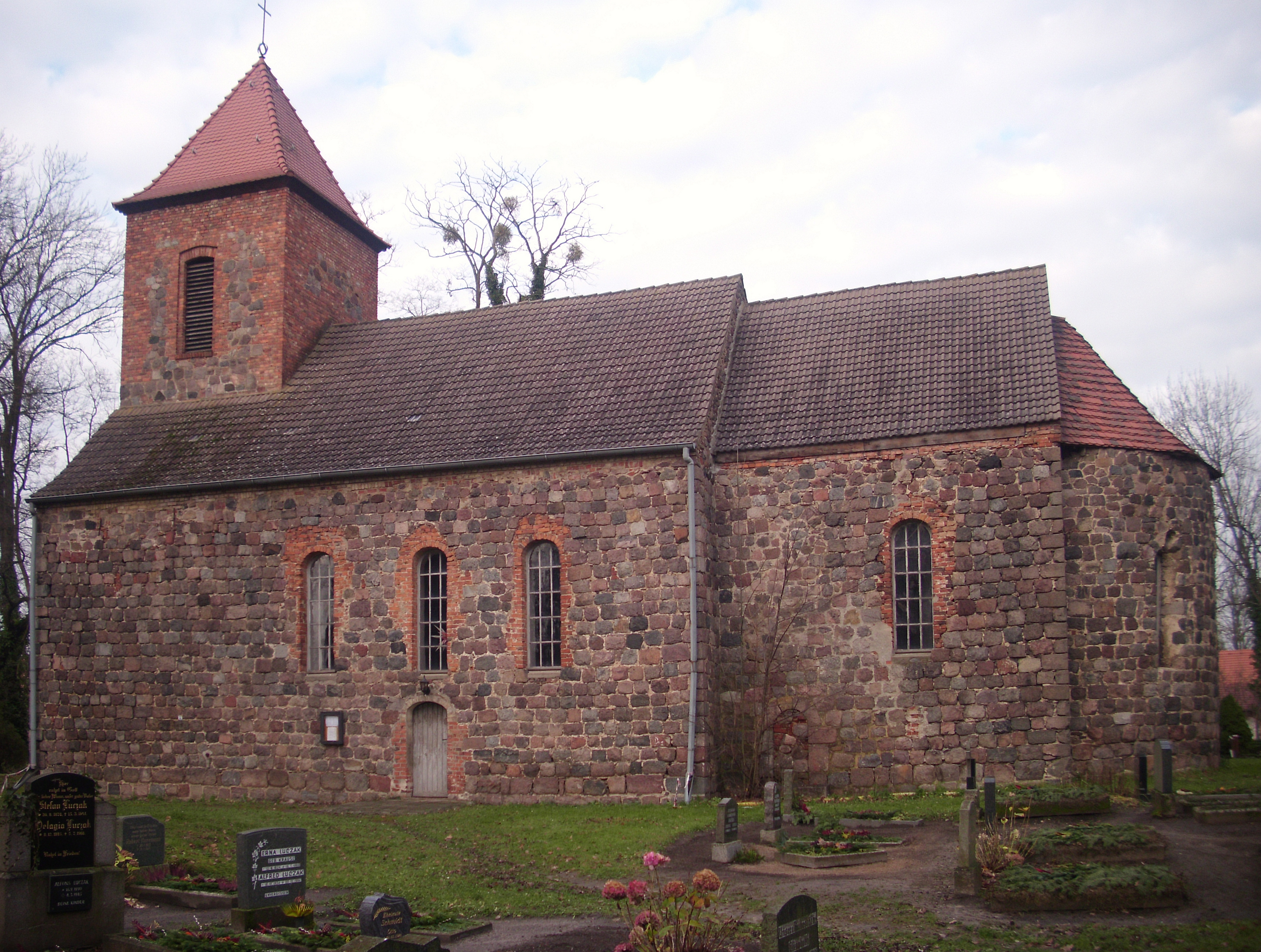
Kirche in Ihlow

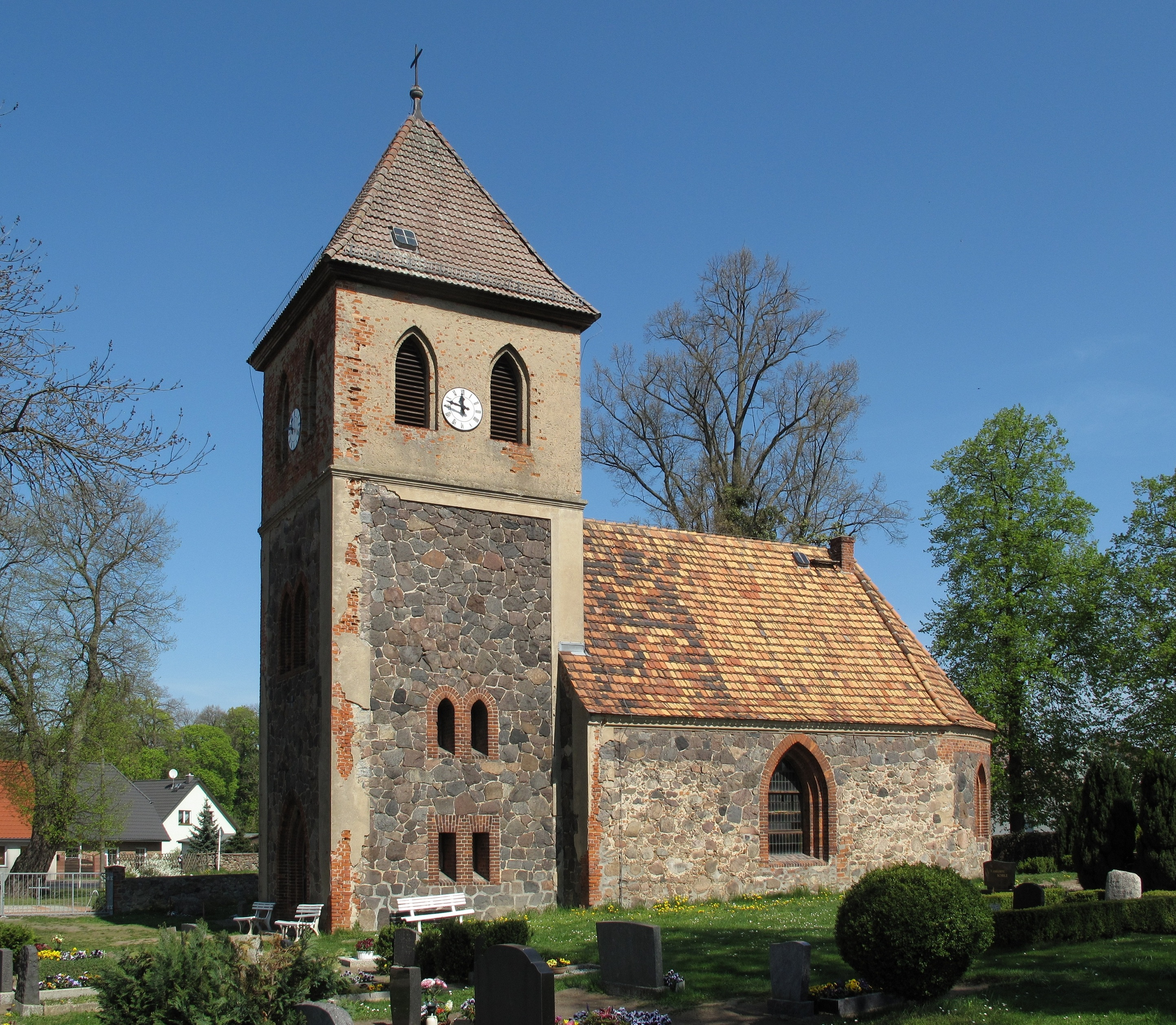
Kirche in Bollersdorf

Grunow wurde, soweit bekannt, erstmals 1315 in einer Strausberger Urkunde im Namen des Ratsherrn Conradus de Grunow erwähnt. 1375 gibt das Landbuch für das Dorf 62 Hufen an. Die ungewöhnliche Lage der Feldsteinkirche aus dem 13. Jahrhundert am Ostrand des heutigen Ortes weist darauf hin, dass Grunow vorübergehend wüst fiel und etwas nach Westen verlagert wiederaufgebaut wurde. Die Dorfkirche Grunow weist im Mauerwerk bemerkenswerte Schachbrettsteine und einen laut Matthias Friske in der Region einmaligen Stein mit einem Jerusalemkreuz auf. Als heutiger Gemeindeteil gehört das ehemalige Vorwerk Ernsthof zu Grunow.

### Ihlow
Das über 1000 Jahre alte Dorf Ihlow zählt knapp 200 Einwohner. Die spätromanische Kirche von Ihlow, einer der ältesten Sakralbauten auf dem Oberbarnim, wurde um 1240 erbaut. In dem nach 1945 erneuerten Turm hängt eine um 1300 gegossene Glocke. Bei Restaurierungsarbeiten im Innern hat man im Chor Reste alter Rötelzeichnungen freigelegt. Weitere Sehenswürdigkeit in Ihlow ist das alte Gutshaus (erbaut um 1760, wesentliche Umbauten um 1900). Zu DDR-Zeiten waren dort das Gemeindebüro, eine Schwesternstation, der Kindergarten, eine Gaststätte und ein HO-Lebensmittelladen untergebracht. Nach zwischenzeitlicher Nutzung als Seminar- und Erholungszentrum ist es seit dem 31. Dezember 2009 ungenutzt. 2017 war Ihlow Drehort für die ARD-Kriminalfilmreihe Polizeiruf 110, welches wegen gut erhaltenden Feldsteinbauten aus dem Mittelalter ausgewählt wurde. So waren auch die Schauspieler Maria Simon sowie Lucas Gregorowicz in Ihlow.

### Klosterdorf
Als Clostertorp war das Dorf Klosterdorf spätestens 1241 im Besitz des Klosters Zinna. Laut Landbuch Karls IV. hatte der Ort 1375 zwar 70 Hufen, lag aber wüst. Erst 1471 lassen sich neue Bewohner nachweisen. Im Kreuzangerdorf befinden sich viele gut erhaltene Feldsteinbauten, darunter die Feldsteinkirche aus dem 13. Jahrhundert. Die vierteilige Dorfkirche Klosterdorf, ein Bau vollständigen Typs, besteht aus einem querrechteckigen Westturm, einem Schiff gleicher Breite und einem leicht eingezogenen Chor mit östlich abschließender Apsis. Schon 1994 gab es Planungen, in Klosterdorf eine Neubausiedlung mit Einfamilienhäusern entstehen zu lassen. So werden bis heute noch Häuser in Klosterdorf erbaut, was das schnelle Wachstum der Einwohnerzahl erklärt. Die Neubausiedlung wird auch als „Wohnpark Kiebitzaue“ bezeichnet, der in vier Bauabschnitte aufgeteilt ist und auch eine Kindergarten-Einrichtung besitzt. Das Projekt wird von der niederländischen Baufirma Van Boekel Dinvest GmbH verwaltet. Heute ist Klosterdorf das größte Dorf in Oberbarnim, da dort über die Hälfte der Einwohner in Oberbarnim (aktuell 1085) leben.

## Bevölkerungsentwicklung
| Jahr | Einwohner |
| ---- | --------- |
| 2001 | 1 291     |
| 2005 | 1 496     |
| 2010 | 1 434     |
| 2015 | 1 380     |
| 2020 | 1 779     |

| Jahr | Einwohner |
| ---- | --------- |
| 2021 | 1 904     |
| 2022 | 2 000     |
| 2023 | 2 055     |
| 2024 | 2 069     |

Gebietsstand des jeweiligen Jahres, Einwohnerzahl: Stand 31. Dezember, ab 2011 auf Basis des Zensus 2011, ab 2022 auf Basis des Zensus 2022

## Politik

### Gemeindevertretung
Die Gemeindevertretung von Oberbarnim besteht aus 12 Gemeindevertretern und dem ehrenamtlichen Bürgermeister. Die Kommunalwahl am 9. Juni 2024 führte bei einer Wahlbeteiligung von 73,5 % zu folgendem Ergebnis:
| Partei / Wählergruppe                            | Stimmenanteil 2019 | Sitze 2019 |        | Stimmenanteil 2024 | Sitze 2024 |
| ------------------------------------------------ | ------------------ | ---------- | ------ | ------------------ | ---------- |
| Klosterdorf für Oberbarnim                       | 60,6 %             | 7          | 43,7 % | 5                  |            |
| Gemeinsam.Solidarisch.Transparent.Für Oberbarnim | –                  | –          | 15,9 % | 2                  |            |
| Freunde der Gemeinde Bollersdorf/Pritzhagen      | 15,4 %             | 2          | 15,6 % | 2                  |            |
| Freunde des Brandschutzes                        | 16,1 %             | 2          | 15,4 % | 2                  |            |
| Bürgerinitiative Ihlow                           | 07,8 %             | 1          | 09,3 % | 1                  |            |
| Insgesamt                                        | 100 %              | 12         | 100 %  | 12                 |            |

### Bürgermeister
- 2003–2024: Lothar Arndt[22]
- seit 2024: Detlef Daubitz (Freunde der Gemeinde Bollersdorf/Pritzhagen)

In der Bürgermeisterwahl am 26. Mai 2019 wurde Arndt ohne Gegenkandidat mit 87,1 % der gültigen Stimmen in seinem Amt bestätigt. Zur Wahl 2024 trat er nicht mehr an.
Am 9. Juni 2024 wurde Daubitz ohne Gegenkandidat mit 81,0 % der gültigen Stimmen zu seinem Nachfolger gewählt. Seine Amtszeit beträgt fünf Jahre.

## Sehenswürdigkeiten
Siehe Liste der Baudenkmale in Oberbarnim mit den in der Denkmalliste des Landes Brandenburg eingetragenen Baudenkmalen.

## Verkehr
Die Bundesstraße B 168 zwischen Eberswalde und Fürstenwalde führt durch das Gemeindegebiet. Außerdem passiert die Landstraße L 33 zwischen der Landesgrenze von Berlin und Manschnow die Gemeinde nahe Klosterdorf, welche auf dem Teilstück auch als Prötzeler Chaussee bekannt ist.
Durch Oberbarnim verkehrt ein gleichnamiger Fahrradweg, die Oberbarnimer Feldsteinroute. Sie wurde 2012 offiziell eröffnet, einzelne Abschnitte wurden bereits früher eröffnet, wie zwischen Strausberg-Klosterdorf im Jahr 2006. Entlang dem Fahrradweg existieren Tafeln, welche Informationen über die Dörfer, sowie den Sehenswürdigkeiten in den Dörfern enthalten.
Der gesamte Busverkehr in Oberbarnim wird betrieben von der Märkisch-Oderland Bus GmbH (kurz mobus), einem Unternehmen der transdev.

## Persönlichkeiten
- Joachim Ernst von Görzke (1611–1682), kurbrandenburgischer General, in Bollersdorf geboren
- Adolf von Bredow-Ihlow (1763–1852), Gutsbesitzer, lebte in Ihlow
- Karl von Bredow-Buchow-Carpzow (1832–1904), preußischer Politiker, in Ihlow geboren
- Erna Wazinski (1925–1944), Rüstungsarbeiterin, Opfer des Nationalsozialismus, in Ihlow geboren
- Elsa Grube-Deister (1926–2001), Schauspielerin, lebte in Bollersdorf
- Helmut T. Heinrich (1933–2017), Schriftsteller, lebte in Bollersdorf